# 요검
"요검"(Revenge Of The Sword)은 한국에서 제작된 임권택 감독의 1971년 영화이다. 윤양하 등이 주연으로 출연하였고 이민덕 등이 제작에 참여하였다.

## 출연

### 주연
- 윤양하
- 안걸원
- 채령